# Anisophyllea purpurascens
Anisophyllea purpurascens là một loài thực vật có hoa trong họ Anisophylleaceae. Loài này được Hutch. & Dalziel mô tả khoa học đầu tiên năm 1927.